# Vito Cramarossa
Vito Cramarossa (* 9. März 1966 in Toronto, Ontario) ist ein ehemaliger kanadischer Eishockeyspieler, der während seiner aktiven Karriere unter anderem für die Toronto Marlboros in der Ontario Hockey League und Binghamton Whalers in der American Hockey League gespielt hat. Seine Söhne Joseph und Michael sind ebenfalls professionelle Eishockeyspieler.

## Karriere
Vito Cramarossa agierte vorwiegend auf der Position des rechten Außenstürmers und war zunächst von 1982 bis 1983 für die unterklassigen Don Mills Flyers aktiv, ehe er ab der Saison 1983/84 für die Toronto Marlboros in der Ontario Hockey League aufs Eis ging. Diese hatten den zuvor bevorzugt auf der Position des Centers spielenden Kanadier im Jahr 1983 bei der OHL Priority Selection selektiert. In seiner Debütsaison gelangen dem Rechtsschützen in 66 Partien der regulären Saison insgesamt 58 Scorerpunkte, in den Playoffs steuerte er einen Treffer in neun Begegnungen bei. Im Anschluss an diese Spielzeit wurde Cramarossa im NHL Entry Draft 1984 in der sechsten Runde an 122. Position von den Washington Capitals ausgewählt, für welche er nie auflief. Der Kanadier, welcher niemals eine Begegnung in der National Hockey League absolvierte, bestritt noch drei weitere Saisonen im Trikot der Toronto Marlboros. Hierbei agierte Cramarossa in der Saison 1985/86 als Mannschaftskapitän.
Nachdem er mit den Marlboros aus den OHL-Playoffs ausgeschieden war, verstärkte der Rechtsaußen im Jahr 1986 die Binghamton Whalers aus der American Hockey League in der Endrunde. In seinen vier Einsätzen blieb der Kanadier punkt- und straflos. Da sich Cramarossa weigerte zur folgenden Saison erneut in der American Hockey League zu spielen, wurde er für ein weiteres Jahr in die Ontario Hockey League geschickt. Die Spielzeit 1986/87 absolvierte er als sogenannter „Overage“-Junior bei den Toronto Marlboros. Nach seinem frühzeitigen Karriereende war der Stürmer zunächst als Trainer von unterklassigen Eishockeymannschaften tätig, ehe er bei den Markham Waxers aus der Ontario Junior Hockey League deren Entwicklungssystem unterstützte.

## Karrierestatistik
(Legende zur Spielerstatistik: Sp oder GP = absolvierte Spiele; T oder G = erzielte Tore; V oder A = erzielte Assists; Pkt oder Pts = erzielte Scorerpunkte; SM oder PIM = erhaltene Strafminuten; +/− = Plus/Minus-Bilanz; PP = erzielte Überzahltore; SH = erzielte Unterzahltore; GW = erzielte Siegtore; 1 Play-downs/Relegation; Kursiv: Statistik nicht vollständig)